# بیوتیفول گیم استودیوز
بیوتیفول گیم استودیوز (انگلیسی: Beautiful Game Studios) شرکت بازی ویدئویی بریتانیایی است، که در سال ۲۰۰۳ تأسیس شد.